# Lázně Libverda
Lázně Libverda är en ort i Tjeckien.   Den ligger i regionen Liberec, i den norra delen av landet, 100 km nordost om huvudstaden Prag. Lázně Libverda ligger 410 meter över havet och antalet invånare är 448.